# میرزا محمدحسین وداد بجنوردی

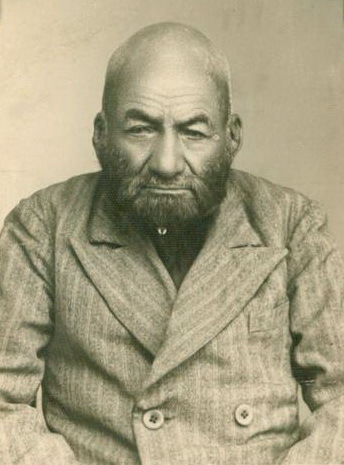
تصویری از میرزا محمدحسین وداد بجنوردی

میرزا محمدحسین وداد بجنوردی مشهور به حاجی وکیل (۱۲۳۶ بجنورد - ۱۳۲۲ بجنورد) خوشنویس و نماینده بجنورد در مجلس شورای ملی در انقلاب مشروطه بود.

## زندگی‌نامه
حاج میرزا محمد حسین وداد در سال ۱۲۳۶ در خانواده‌ای کشاورز دیده به جهان گشود. او تحصیلات مقدماتی و ادبیات را در بجنورد فراگرفت. او در افتتاح اولین مدرسه بجنورد سهیم بود و مدت کوتاهی را در این مدرسه به تدریس پرداخت. او به خوشنویسی علاقه وافری داشت. او با شعرای خراسانی زمان مانند ادیب نیشابوری و امیرالشعرای نادری مکاتبه داشت. تعدادی غزل در نصیحت قصیده و مثنوی در مدح ائمه‌اطهار از او به طور پراکنده باقی مانده است.

## نمایندگی مجلس شورای ملی
او در دوره اول مجلس شورای ملی که صنفی بود به مجلس راه یافت. اما پس از به توپ بستن مجلس به دستور محمدعلی شاه قاجار تهران را ترک کرد و به بجنورد بازگشت.

## درگذشت
وی در اسفند ماه ۱۳۲۲ درگذشت و در ایوان مدخل حضرت سلطان سید عباس در معصوم‌زاده بجنورد به خاک سپرده شد.